# 東急歌舞伎町タワー
東急歌舞伎町タワー（とうきゅうかぶきちょうタワー）は、東京都新宿区歌舞伎町一丁目にある複合高層ビル。
新宿TOKYU MILANO及びVR ZONE SHINJUKUの跡地に建設された。地上48階地下5階建て、高さ約225 m。設計は久米設計・東急設計コンサルタントJV、施工は清水建設・東急建設JVが手掛けた。都市再生特別地区に指定されている。これにより従前の容積率900％が1500％まで引き上げられたため、近隣の新宿東宝ビルより敷地面積がやや狭いものの高さは大幅に高いビルとなった。

## 概要
仮称は「歌舞伎町一丁目地区開発計画（新宿TOKYU MILANO再開発計画）」。2021年11月18日に名称が公表された。敷地面積は約4,600 m2。オフィスや住宅がなく、ホテル・映画館・劇場といったエンターテインメント、レクリエーション施設を中心とした再開発計画である。2019年8月に着工し、2023年1月11日に竣工した。同年4月14日（ホテルは5月19日）に開業した。

## 設計

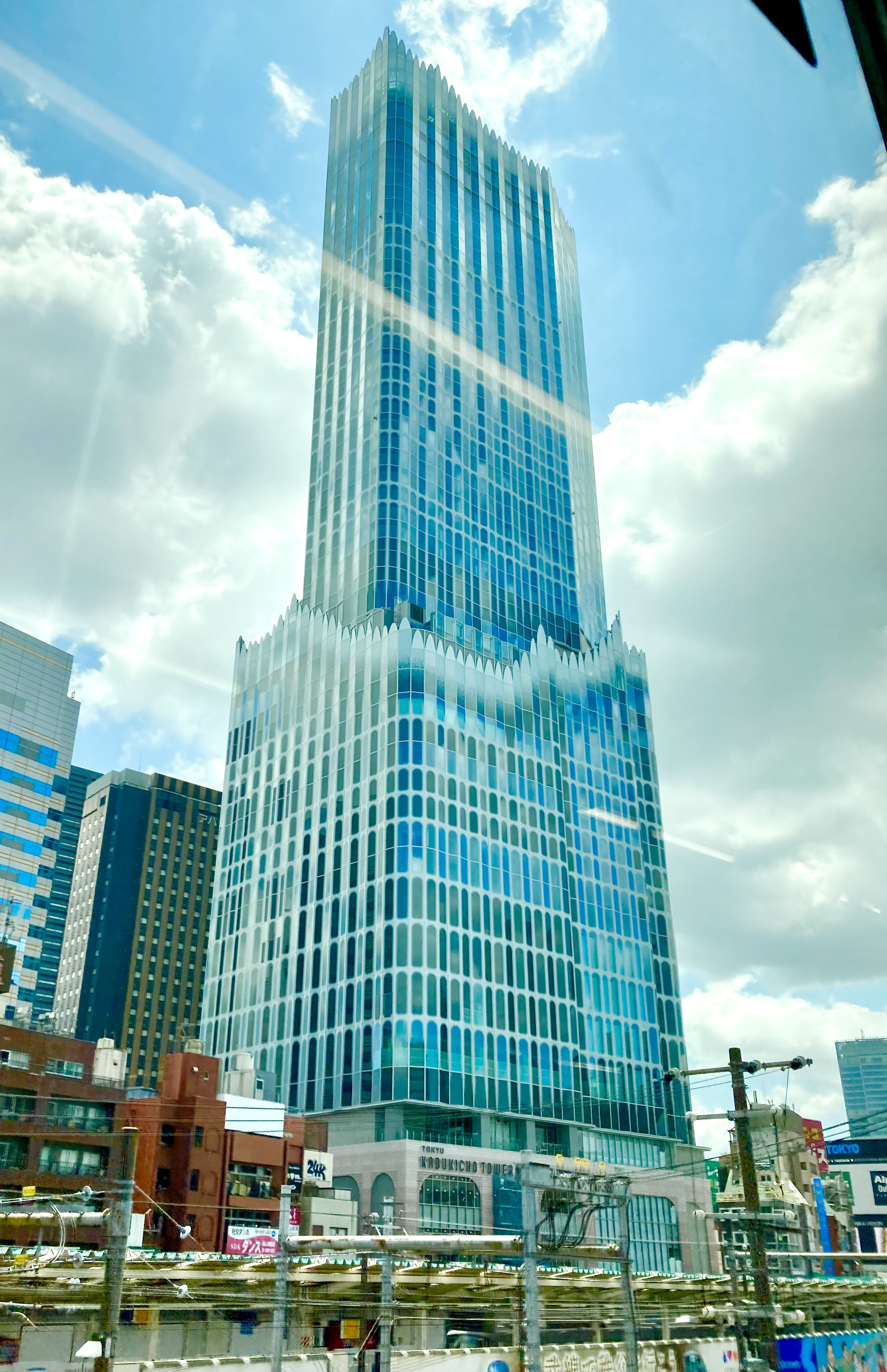
JR山手線から撮影

施設用途に合わせ低層部・中層部・高層部の3層に分け、セットバックを設けることで圧迫感の軽減を図っている。連続するスカイラインを形成するため、建物高さは西新宿の高層ビル群と調和する約225 mとし、基壇部は歌舞伎町周辺の建物の高さに合わせ約110 mとした。1階と2階には東西方向の貫通通路を設け、中心街区の連続性を確保。東側に隣接するシネシティ広場（旧コマ劇場前広場）と一体となった空間を形成するため、広場に向けて屋外ビジョンと屋外ステージを設けた。
外装デザインは永山祐子建築設計が担当。シネシティ広場付近にあったとされる蟹川の水源や「歌舞伎町弁財天」から着想を得て、「水」や「水の女神」をテーマにし、噴水をイメージしデザインされた。高層部は天に伸びる水の勢いを表現し、新宿御苑からの眺望を阻害しない空に溶け込む色彩とし、低層部は旧・新宿TOKYU MILANOの建物高さ・色彩イメージに合わせたデザインとなっている。
ジェンダーレストイレを導入しており、性犯罪などのリスクが指摘されていた。「安心して使えない」という批判が殺到したため、2023年5月頃からパーティションで男女別に仕切る改修工事を行い、8月4日から男女別のトイレとして供用された。

## 施設
2022年4月26日に入居施設の詳細が発表された。

### 劇場
いずれもTSTエンタテイメントが運営。
Zepp Shinjuku (TOKYO)
地下1 - 地下4階（客席は地下3・4階）。Zeppグループのライブホール。収容人数はスタンディングで最大1,500人（地下4階1,337+地下3階163）、椅子席では693人（地下4階530+地下3階163）。Zeppホールでは初の360度LEDビジョンを備える。
THEATER MILANO-Za
6 - 8階、かつてのミラノ座の名前を継承した劇場。約900席。
ZERO TOKYO
国内最大級のナイトエンターテインメント施設。3フロア5エリア構成。

### 映画館
109シネマズプレミアム新宿
東急歌舞伎町タワーに所在するシネマコンプレックス。映画の街新宿の象徴であった「新宿ミラノ座」の跡地にできた映画館である。9階にシアター1 - 4、10階にシアター5 - 10の全8スクリーン構成で、観客席数は752席（車椅子用スペース16を含む）。
一般的なシネコンとの差別点として、上質な鑑賞体験を提供するハイスペックな機材と高級感あるサービスを用意。上映1時間前からチケット購入者のみ利用できるラウンジを設置し、フードとドリンクのサービスを行う。クラスS利用者は上映後10階のプレミアムラウンジ「OVERTURE」も利用できる。
座席は全てリクライニング機能とサイドテーブルを備えるプレミアムシートで、大きさは一般的なシネコンの最大2.3倍になる。料金は「クラスA」が4500円、各シアターの中央列に位置する「クラスS」は6500円と、一般的な映画料金（大人2000円）の2 - 3倍に設定されている。
音響面では109シネマズ独自規格のSAIONを坂本龍一が監修した「SAION -SR EDITION-」を全シアターに導入。坂本が伝えた「曇りなき正確な音をそのまま観客に届ける」というテーマに取り組んでいる。また、新宿の雑踏を通ってきた観客の耳を整える（落ち着かせる）という目的から、ラウンジに流れるBGMや上映開始のチャイムも坂本が作曲した。
映像面では3面ワイドビューシアター「ScreenX」をシアター6に導入。また、「映写機文化を継承して欲しい」という坂本の提案を受け、35mmフィルム上映機がシアター8に併設されている。
| NO. | 座席数  | 座席数  | 座席数   | 設備                                |
| NO. | クラスA | クラスS | 車いす席 | 設備                                |
| --- | ------- | ------- | -------- | ----------------------------------- |
| 1   | 63      | 5       | 2        | SAION -SR EDITION-                  |
| 2   | 88      | 8       | 2        | SAION -SR EDITION-                  |
| 3   | 128     | 12      | 2        | SAION -SR EDITION- Dolby Atmos      |
| 4   | 66      | 7       | 2        | SAION -SR EDITION-                  |
| 5   | 63      | 5       | 2        | SAION -SR EDITION-                  |
| 6   | 88      | 8       | 2        | SAION -SR EDITION- ScreenX          |
| 7   | 110     | 11      | 2        | SAION -SR EDITION-                  |
| 8   | 66      | 7       | 2        | SAION -SR EDITION- 35mmフィルム上映 |
| 計  | 672     | 64      | 16       |                                     |

### ホテル
いずれも東急ホテルズの新ブランド群「DISTINCTIVE SELECTION」の単独型ブランド。両ホテル共にパン パシフィック ホテルズ グループとも契約している。ロビー・フロントは両ホテルとも18階に置かれている。
HOTEL GROOVE SHINJUKU、A PARKROYAL Hotel
17 - 38階、コンセプトは「エンターテインメント施設・まちと繋がるホテル」。17階にレストランやバー、オープンテラス、パーティルームを設けた。
BELLUSTAR TOKYO、A Pan Pacific Hotel
18階、39 - 47階、コンセプトは「天空のラグジュアリーホテル」。45階に3層吹き抜けのレストラン、47階にはスパを設けた。18階には当ホテル専用のジムも設けている。客室平均単価8万円以上を想定し、最高級客室は315万円強になる。

### 低層階施設
2022年8月31日には、残りの低層階フロアの施設概要が発表された。更に、2022年11月16日にはその更なる詳細が発表されている。
- バスターミナル：1階。東急バスと東京空港交通が共同で羽田空港と成田空港への直行バスを運行している[30]。羽田線は11.5往復（空港行き12本、歌舞伎町行き11本）、成田線は6往復の設定[31]。また東急バスは、2023年3月に運行を開始したオープントップバス「SHIBUYA STREET RIDE」で東急歌舞伎町タワーを発着するコースも新設している[32]。[注釈 2]
- 新宿カブキhall〜歌舞伎横丁：2階。「恵比寿横丁」や「渋谷横丁」を手がけた浜倉的商店製作所による次世代エンターテインメントフードホール。
- namco TOKYO：3階。バンダイナムコアミューズメントによる歌舞伎町に相応しいアミューズメント・フード・イベントを組み合わせたアミューズメントコンプレックス新業態。通常のナムコ店舗とは異なり、namcoロゴをブラックにしてエンターテインメント性を備えたカフェバーも展開する。
- THE TOKYO MATRIX：4階。ソニー・ミュージックエンタテインメントとソニー・ミュージックソリューションズによるリアル体験とオンライン参加が融合する新エンターテインメントの次世代型アトラクション体験施設。
- EXSTION（エクジション）：5階。MILANO 05が運営するラグジュアリーウェルネスエンターテインメント施設。

## ギャラリー

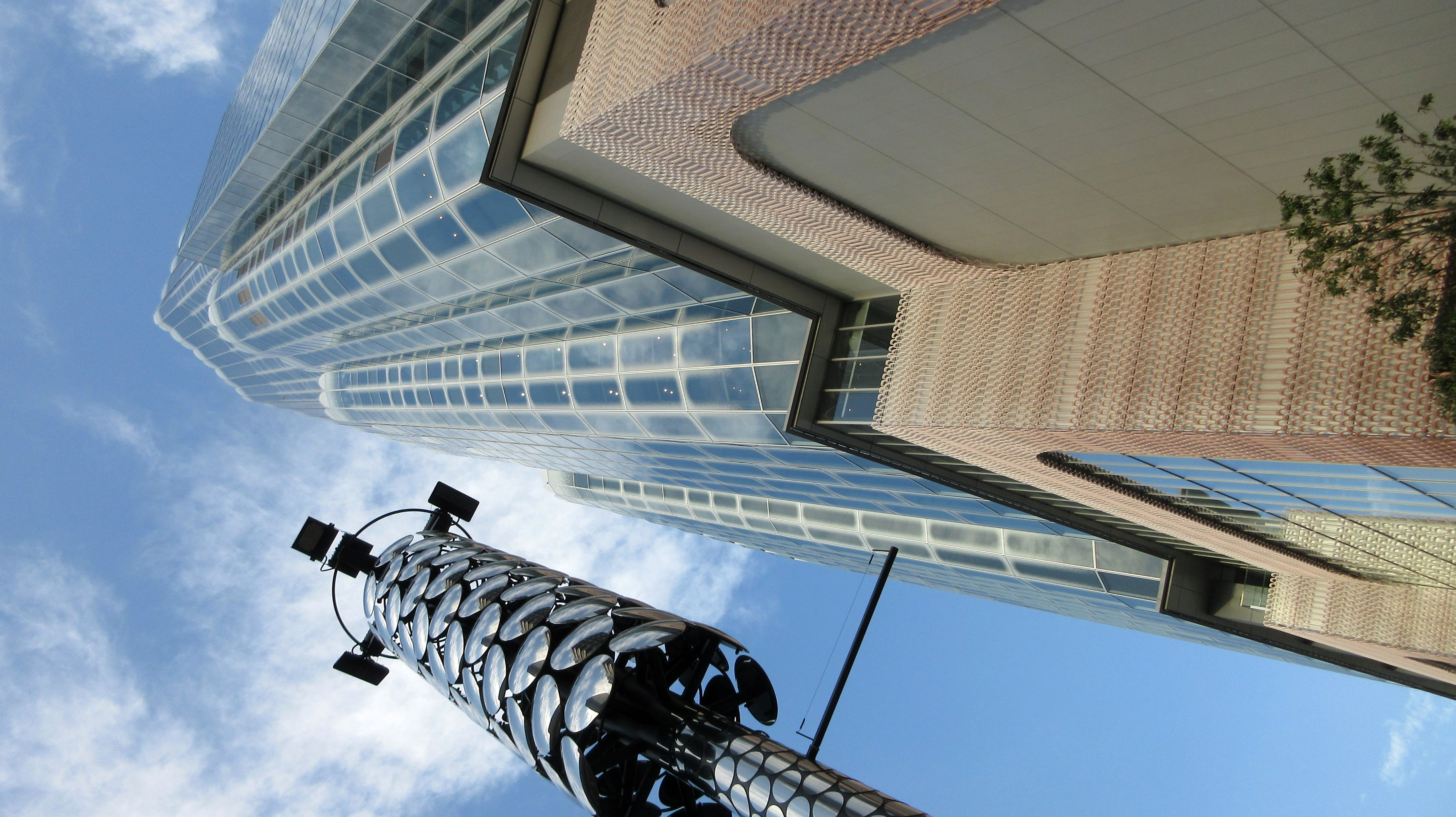
歌舞伎町タワーを見上げる
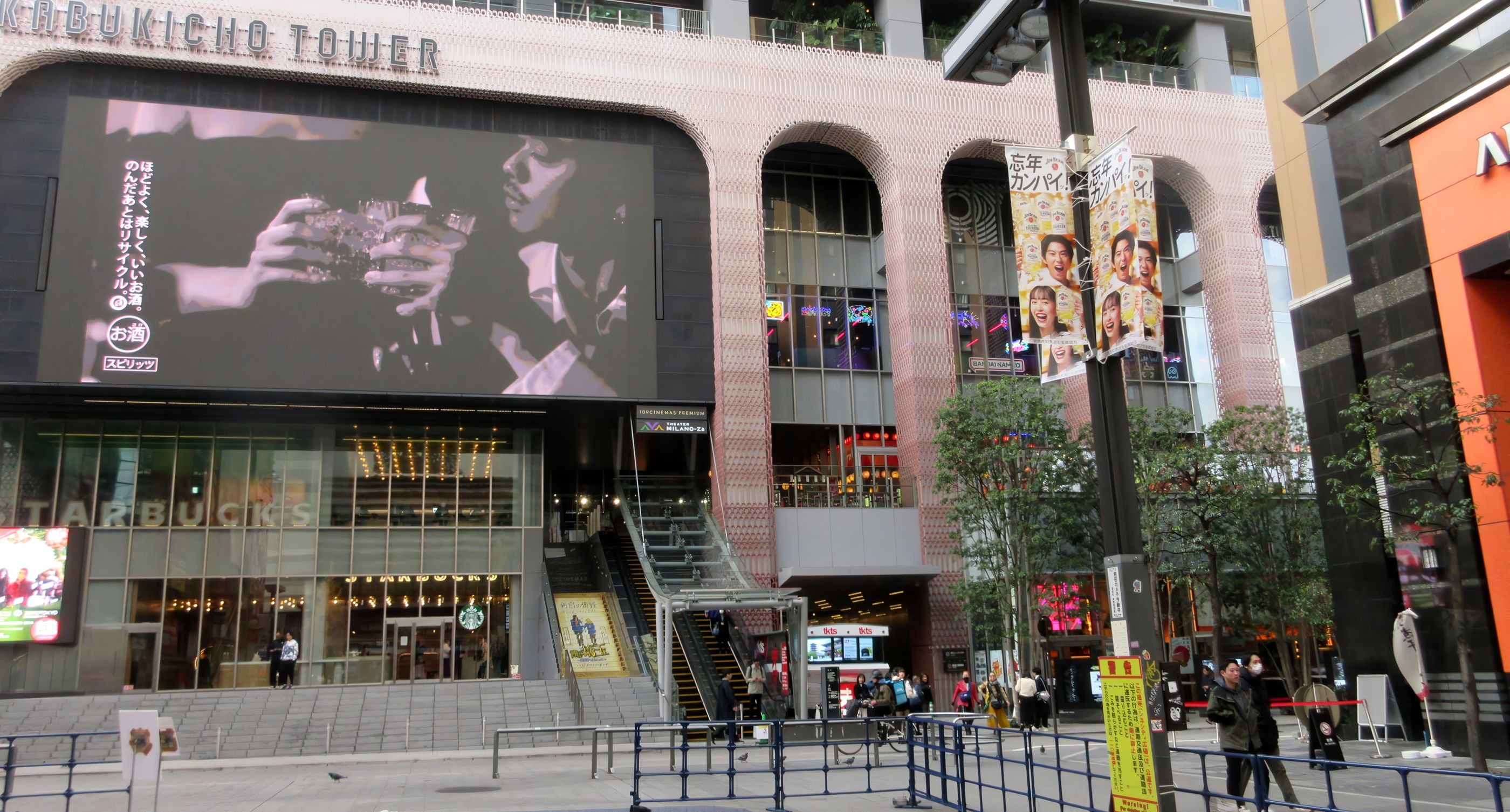
正面入り口
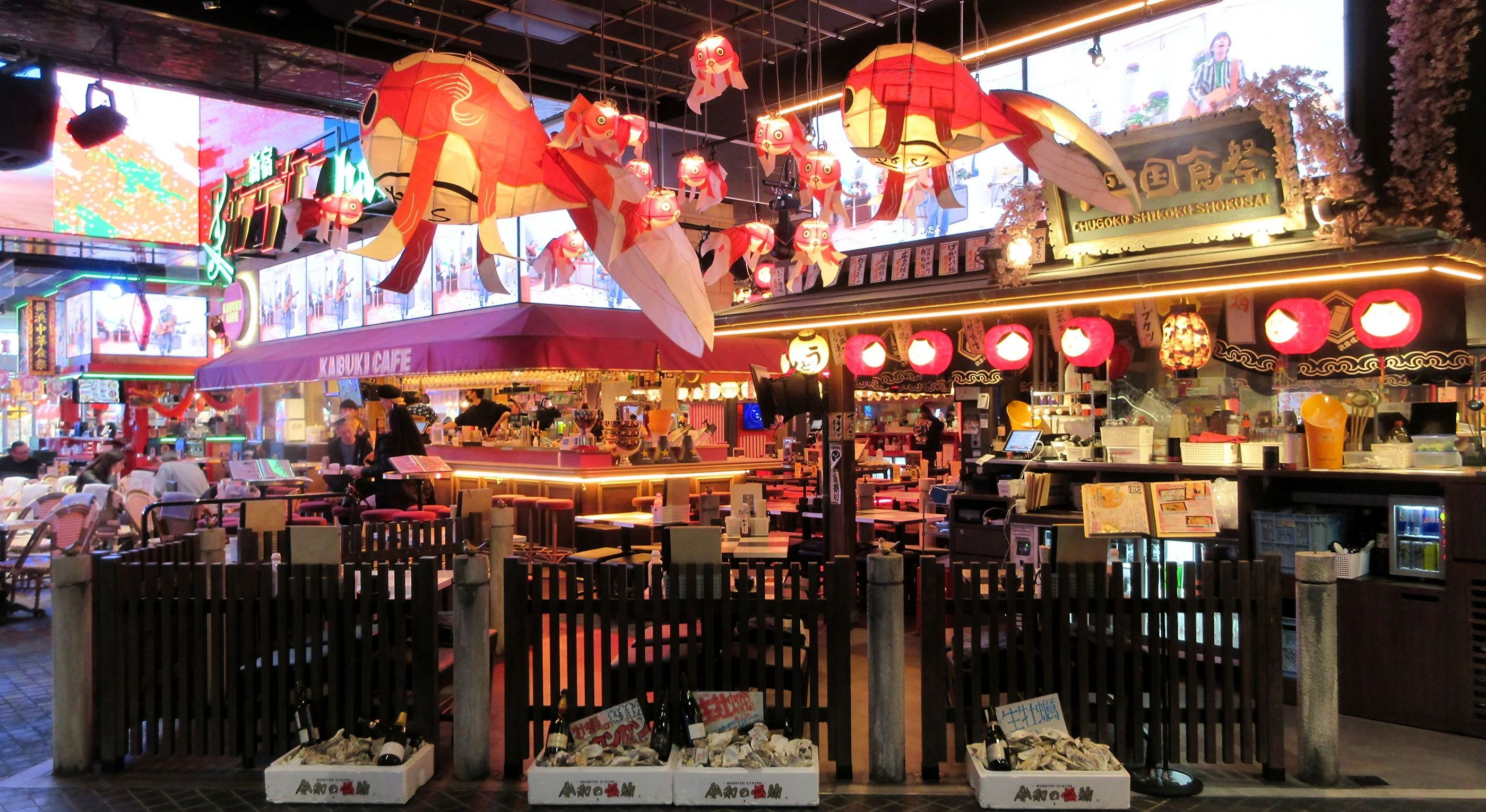
新宿カブキhall 歌舞伎横丁 01
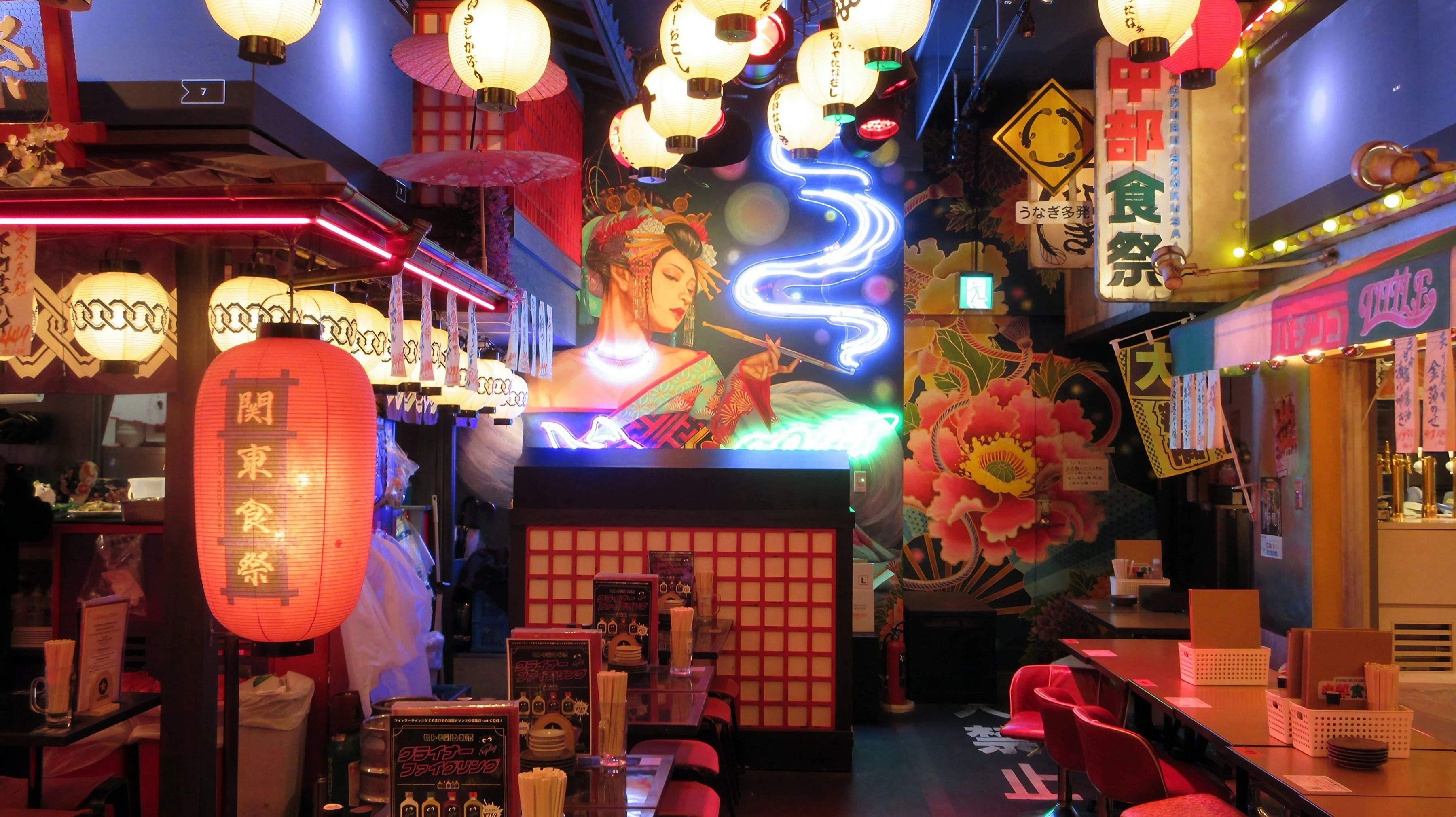
新宿カブキhall 歌舞伎横丁 02
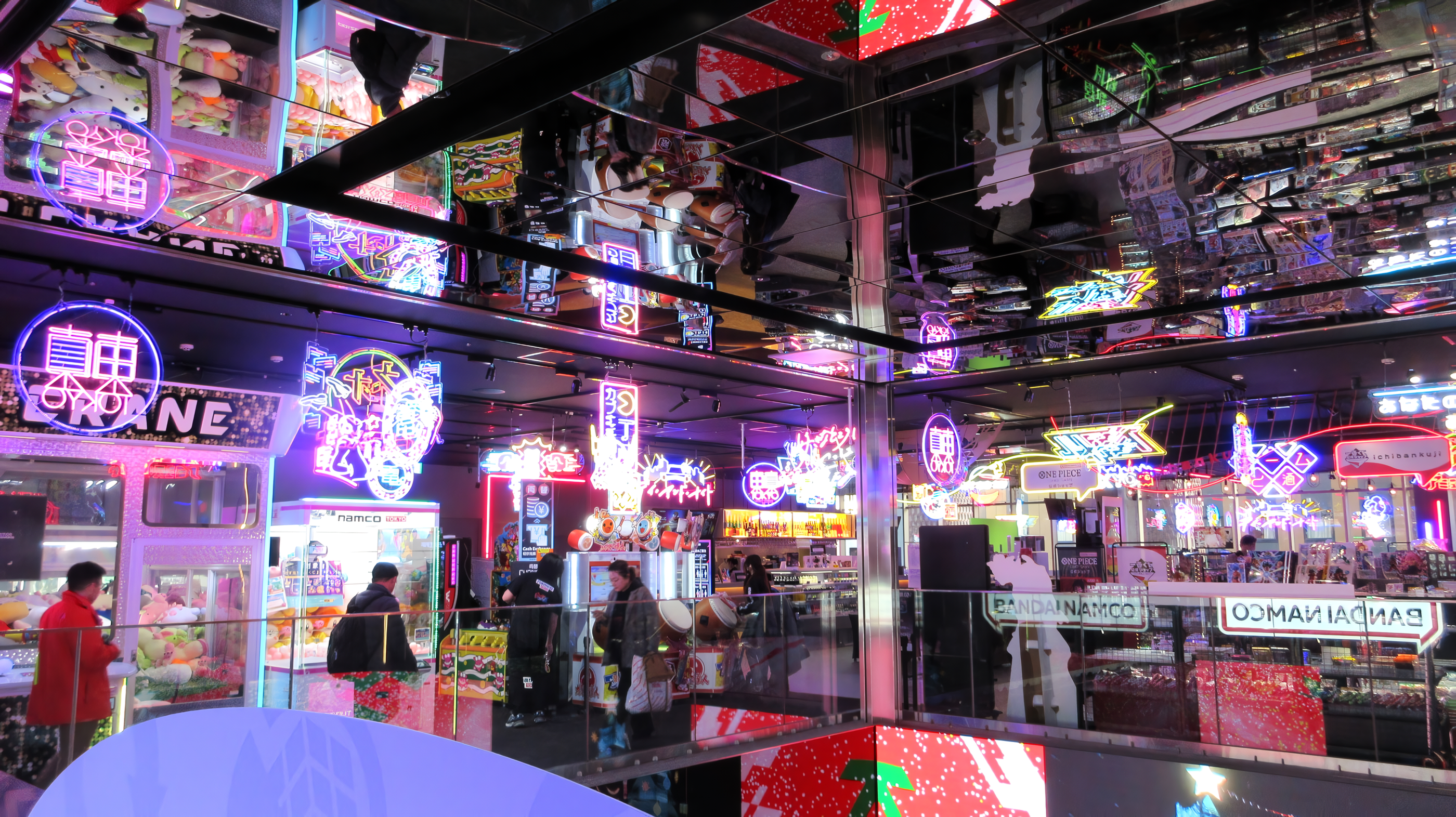
3F namco TOKYO
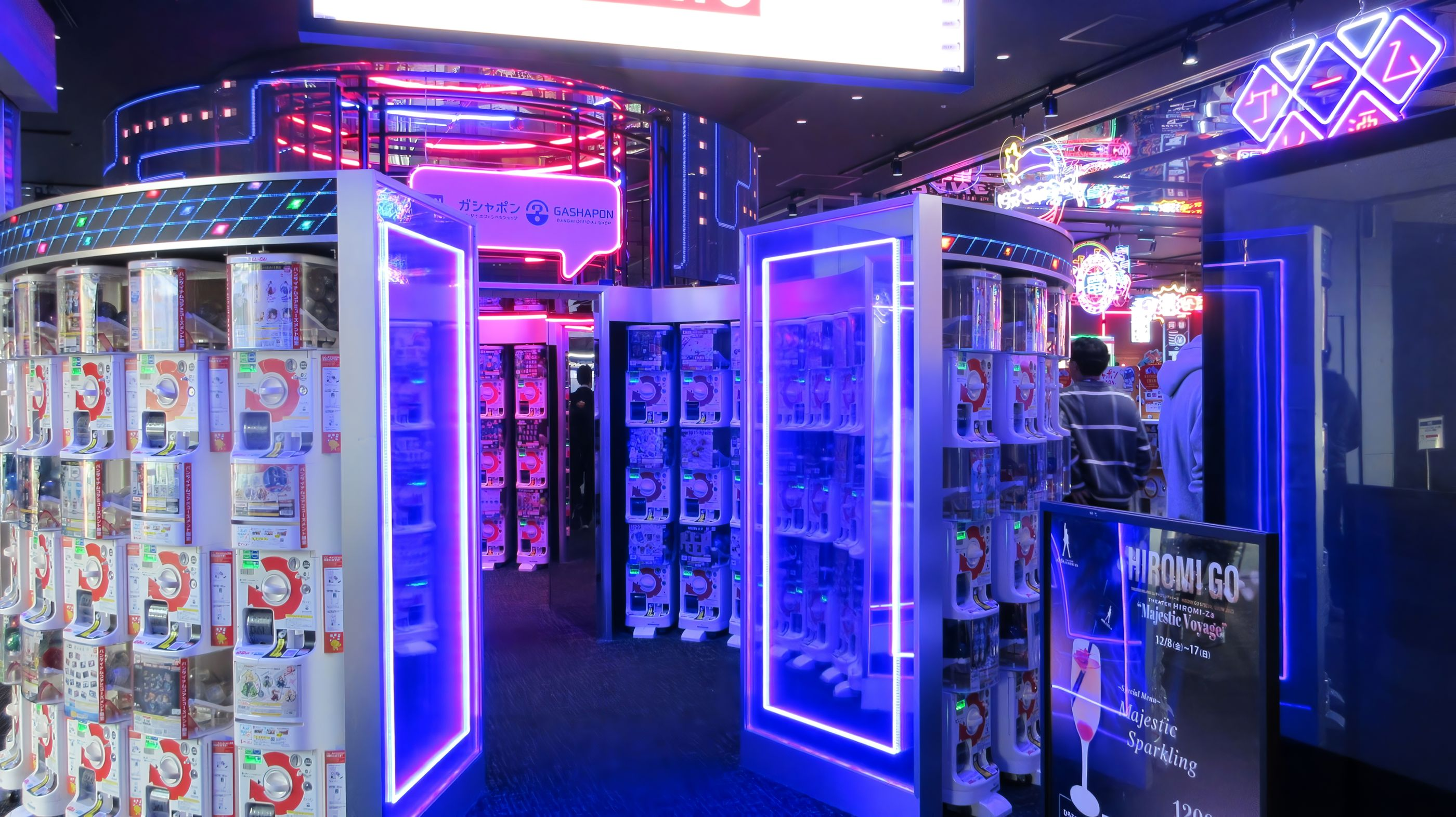
Namco TOKYO ガシャポン
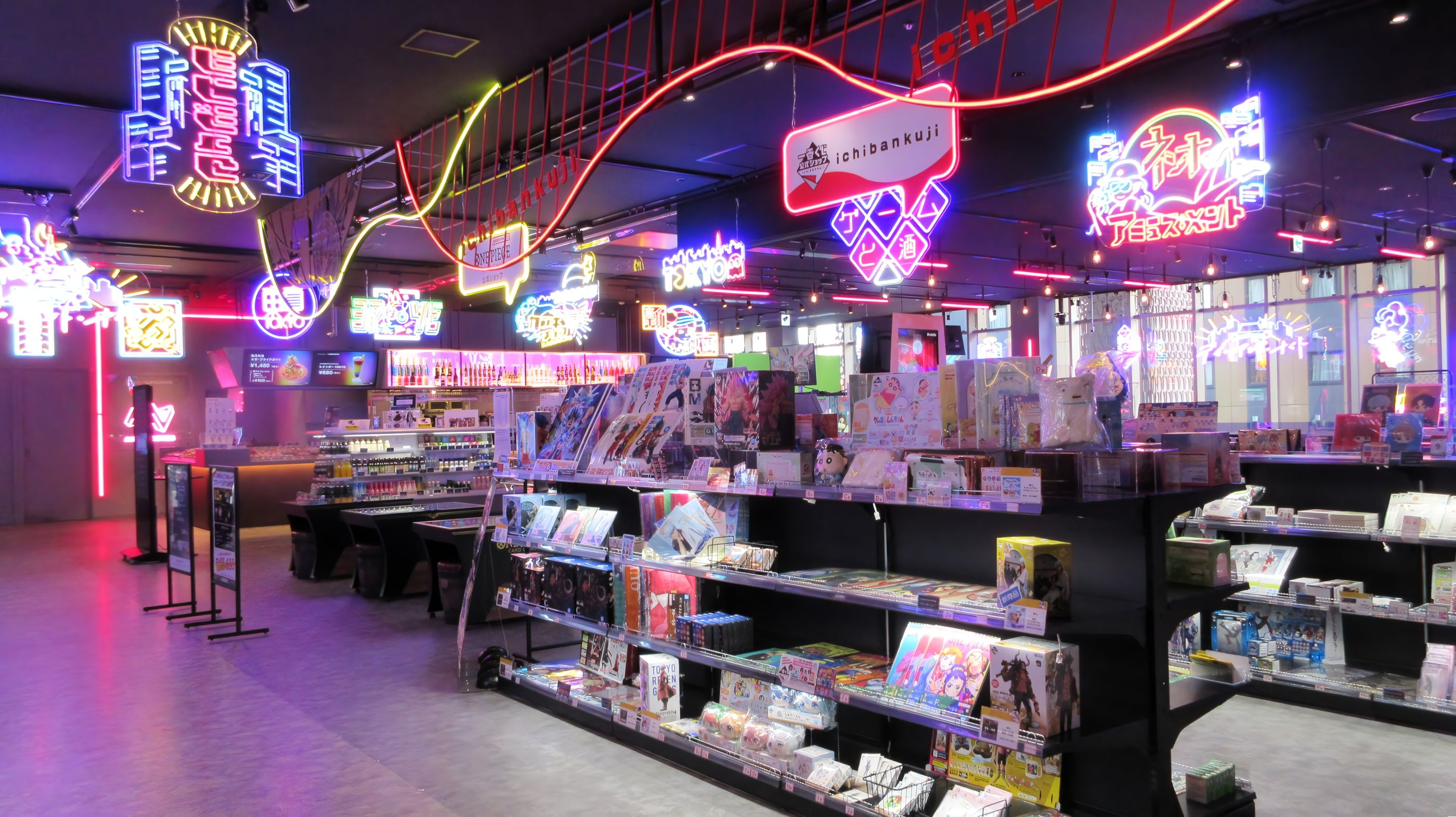
Namco TOKYO 一番くじ
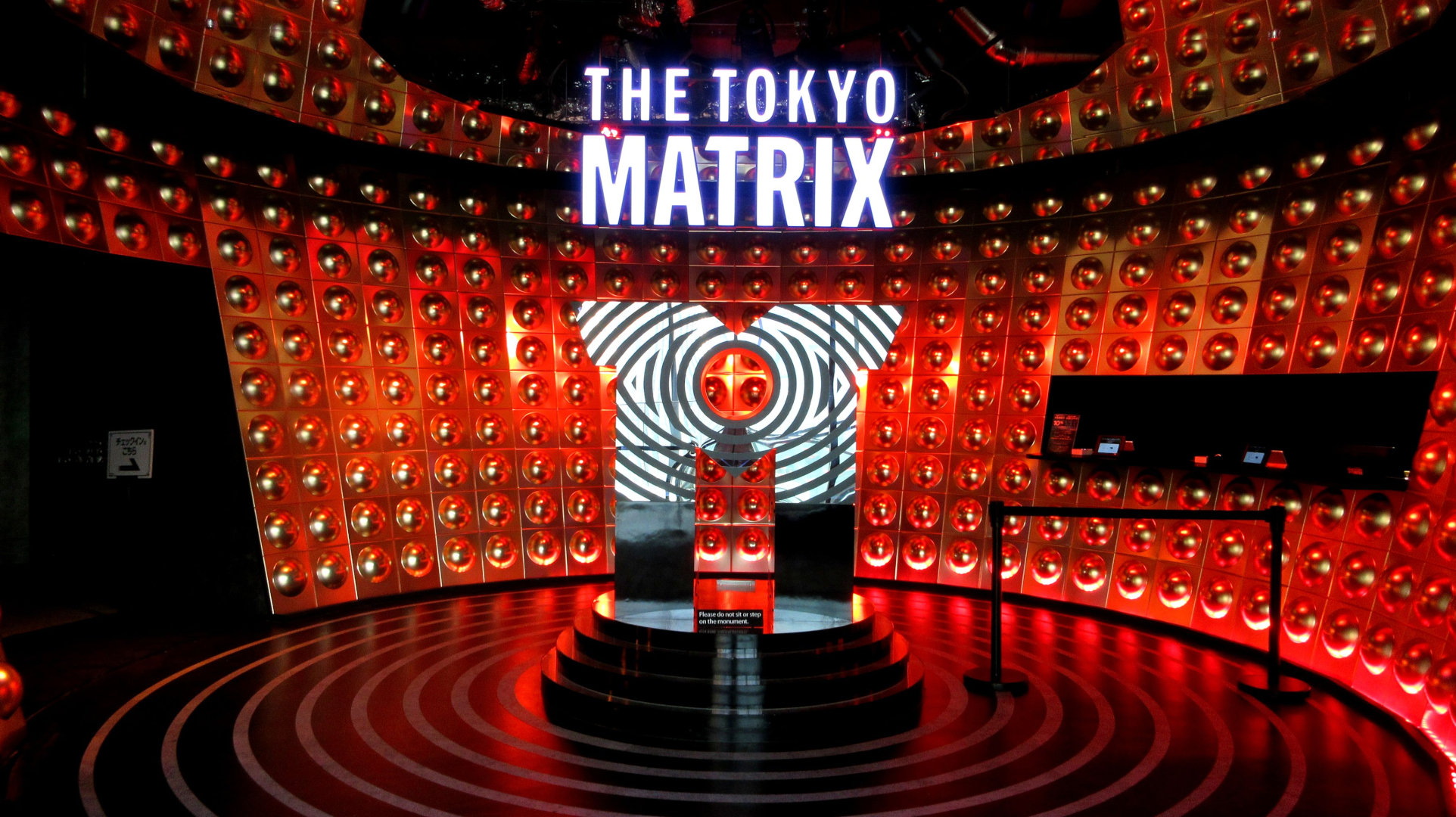
4F THE TOKYO MATRIX

## アクセス
- 西武新宿線
  - 西武新宿駅から徒歩1分
- 都営大江戸線
  - 新宿西口駅から徒歩6分
- JR各線・⼩⽥急線・京王線
  - 新宿駅から徒歩7分
- 東京メトロ丸ノ内線・東京メトロ副都心線・都営地下鉄新宿線
  - 新宿三丁目駅から徒歩8分
- 空港連絡バス（東急バス・東京空港交通）
  - 羽田空港から直行約60分
  - 成田空港から直行約120分
- 都営バス
  - 宿74系統、白61系統、 早77系統（新宿駅西口行き）：歌舞伎町停留所
  - 品97系統、早77系統（早稲田行き）：新宿駅東口停留所